# Regla general de Leibniz
En cálculo, la regla general de Leibniz, llamada así en honor a Gottfried Wilhelm Leibniz, generaliza la regla del producto para la derivada del producto de dos (también conocida como «regla de Leibniz»). Establece que si {\displaystyle f} y {\displaystyle g} son funciones n-veces diferenciables, entonces el producto {\displaystyle fg} también es n-veces diferenciable y su n-ésima derivada viene dada por
{\displaystyle (fg)^{(n)}=\sum _{k=0}^{n}{n \choose k}f^{(n-k)}g^{(k)},}
donde {\displaystyle {n \choose k}={n! \over k!(n-k)!}} es el coeficiente binomial y {\displaystyle f^{(j)}} denota la derivada j-ésima de f y, en particular, {\displaystyle f^{(0)}=f}.
La regla se puede demostrar utilizando la regla del producto y la inducción matemática.

## Derivada segunda
Si, por ejemplo, n = 2, la regla da una expresión para la derivada segunda de un producto de dos funciones:
{\displaystyle (fg)''(x)=\sum \limits _{k=0}^{2}{{\binom {2}{k}}f^{(2-k)}(x)g^{(k)}(x)}=f''(x)g(x)+2f'(x)g'(x)+f(x)g''(x).}

## Más de dos factores
La fórmula se puede generalizar al producto de «m» funciones diferenciables «f»1,...,«f»«m».
{\displaystyle \left(f_{1}f_{2}\cdots f_{m}\right)^{(n)}=\sum _{k_{1}+k_{2}+\cdots +k_{m}=n}{n \choose k_{1},k_{2},\ldots ,k_{m}}\prod _{1\leq t\leq m}f_{t}^{(k_{t})}\,,}
donde la suma se extiende sobre todas las tuplas «m» (k₁, ..., k_m) de números enteros no negativos con {\textstyle \sum _{t=1}^{m}k_{t}=n,}
{\displaystyle {n \choose k_{1},k_{2},\ldots ,k_{m}}={\frac {n!}{k_{1}!\,k_{2}!\cdots k_{m}!}}}
son los coeficientes multinomiales. Esto es similar a la fórmula multinomial de álgebra.

## Demostración
La demostración de la regla general de Leibniz: 68–69  se procede por inducción. Sean {\displaystyle f} y {\displaystyle g} funciones {\displaystyle n} veces diferenciables. El caso base cuando {\displaystyle n=1} afirma que:
{\displaystyle (fg)'=f'g+fg',}
que es la regla del producto habitual y se sabe que es cierta. A continuación, supongamos que la afirmación es válida para un {\displaystyle n\geq 1} fijo, es decir, que
{\displaystyle (fg)^{(n)}=\sum _{k=0}^{n}{\binom {n}{k}}f^{(n-k)}g^{(k)}.}
Entonces,
{\displaystyle {\begin{aligned}(fg)^{(n+1)}&=\left[\sum _{k=0}^{n}{\binom {n}{k}}f^{(n-k)}g^{(k)}\right]'\\&=\sum _{k=0}^{n}{\binom {n}{k}}f^{(n+1-k)}g^{(k)}+\sum _{k=0}^{n}{\binom {n}{k}}f^{(n-k)}g^{(k+1)}\\&=\sum _{k=0}^{n}{\binom {n}{k}}f^{(n+1-k)}g^{(k)}+\sum _{k=1}^{n+1}{\binom {n}{k-1}}f^{(n+1-k)}g^{(k)}\\&={\binom {n}{0}}f^{(n+1)}g^{(0)}+\sum _{k=1}^{n}{\binom {n}{k}}f^{(n+1-k)}g^{(k)}+\sum _{k=1}^{n}{\binom {n}{k-1}}f^{(n+1-k)}g^{(k)}+{\binom {n}{n}}f^{(0)}g^{(n+1)}\\&={\binom {n+1}{0}}f^{(n+1)}g^{(0)}+\left(\sum _{k=1}^{n}\left[{\binom {n}{k-1}}+{\binom {n}{k}}\right]f^{(n+1-k)}g^{(k)}\right)+{\binom {n+1}{n+1}}f^{(0)}g^{(n+1)}\\&={\binom {n+1}{0}}f^{(n+1)}g^{(0)}+\sum _{k=1}^{n}{\binom {n+1}{k}}f^{(n+1-k)}g^{(k)}+{\binom {n+1}{n+1}}f^{(0)}g^{(n+1)}\\&=\sum _{k=0}^{n+1}{\binom {n+1}{k}}f^{(n+1-k)}g^{(k)}.\end{aligned}}}
Por lo tanto, la afirmación es válida para {\displaystyle n+1}, y la demostración queda completa.

## Relación con el teorema binomial
La regla de Leibniz tiene un gran parecido con el teorema binomial, y de hecho el teorema binomial se puede demostrar directamente a partir de la regla de Leibniz tomando {\displaystyle f(x)=e^{ax}} y {\displaystyle g(x)=e^{bx},} lo que da
{\displaystyle (a+b)^{n}e^{(a+b)x}=e^{(a+b)x}\sum _{k=0}^{n}{\binom {n}{k}}a^{n-k}b^{k},}
y dividiendo ambos lados por {\displaystyle e^{(a+b)x}.}: 69 
se obtiene: :{\displaystyle (a+b)^{n}=\sum _{k=0}^{n}{\binom {n}{k}}a^{n-k}b^{k},}

## Cálculo multivariable
Con la notación multiíndice para las derivadas parciales de funciones de varias variables, la regla de Leibniz se expresa de forma más general:
{\displaystyle \partial ^{\alpha }(fg)=\sum _{\beta \,:\,\beta \leq \alpha }{\alpha  \choose \beta }(\partial ^{\beta }f)(\partial ^{\alpha -\beta }g).}
Esta fórmula se puede utilizar para derivar una fórmula que calcula el símbolo de la composición de operadores diferenciales. De hecho, sean «P» y «Q» operadores diferenciales (con coeficientes que son diferenciables un número suficiente de veces) y {\displaystyle R=P\circ Q.} Dado que «R» también es un operador diferencial, el símbolo de «R» viene dado por:
{\displaystyle R(x,\xi )=e^{-{\langle x,\xi \rangle }}R(e^{\langle x,\xi \rangle }).}
Un cálculo directo nos da ahora:
{\displaystyle R(x,\xi )=\sum _{\alpha }{1 \over \alpha !}\left({\partial  \over \partial \xi }\right)^{\alpha }P(x,\xi )\left({\partial  \over \partial x}\right)^{\alpha }Q(x,\xi ).}
Esta fórmula se conoce normalmente como fórmula de Leibniz. Se utiliza para definir la composición en el espacio de símbolos, induciendo así la estructura de anillo.